# 市岡猛彦
市岡 猛彦（いちおか たけひこ、1778年（安永7年）または1781年（天明元年） - 1827年3月18日（文政10年2月21日））は、尾張藩士・国学者。通称は藤太郎・東太郎・藤十郎・藤重郎、号は槲園・椎垣内。

## 人物
1800年（寛政12年）、本居宣長の門を叩く。宣長の死後、本居春庭に教えを請うた。1827年3月18日（文政10年2月21日）没。

## 著書
- 『讃酒歌百種』
- 『新古今集もろかつら』
- 『紐鏡うつし辞』
- 『雅言仮字格』